# Who's That Girl World Tour
Who's That Girl Tour va ser la segona gira mundial de la cantant dels Estats Units Madonna, i la primera de l'artista que va fer a escala mundial. Va visitar per primera vegada ciutats d'Àsia i d'Europa que, per qüestions de temps, no havien estat incloses en la seva anterior gira musical, The Virgin Tour, duta a terme l'any 1985, en la qual només va recórrer les ciutats més grans d'Amèrica del Nord.
Va començar el 14 de juny de 1987 i va acabar el 6 de setembre d'aquell mateix any, i es va presentar a algunes de les ciutats més grans del Japó, Estats Units, Canadà, Anglaterra, Alemanya, Països Baixos, França i Itàlia.

## Detalls de la gira
En aquesta gira va visitar per primer cop ciutats del Japó i Europa, i també ciutats que no havia visitat d'Amèrica del Nord, durant la seva gira anterior.
Cal remarcar, però, que el que es va recaptar en l'actuació al Madison Square Garden de Nova York va ser donat a benefici de malalts de sida; va lliurar-ne tota la recaptació a la Fundació Americana per a la Investigació sobre la Sida (AMFAR, les seves sigles en anglès). Les entrades per als dos primers espectacles al Wembley Stadium, de Londres, van ser venudes en un temps rècord de 18 hores i 9 minuts, amb una venda de 144.000 entrades. No obstant això, al voltant de 10.000 entrades es van quedar sense vendre en algunes de les parades de la gira.
Es va planejar un concert a Basilea (Suïssa) el 31 d'agost, però les negociacions entre els representants de Madonna i els organitzadors locals van fallar a causa de l'elevada quantitat que la cantant exigia (1 milió de dòlars). Com a resultat, Niça (França) va ser agregada a l'itinerari. La presentació de l'espectacle a Itàlia, en concret a Torí, la va presentar la cadena de televisió Rai1 i la va transmetre a tot el món. Només a Itàlia, el xou va ser observat per 13 milions de teleespectadors.

## Acte d'obertura
- Level 42

## Llista de cançons
1. "Open Your Heart"
2. "Lucky Star"
3. "True Blue"
4. "Papa Don't Preach"
5. "White Heat"
6. "Causing a Commotion"
7. "The Look of Love"
8. Medley: 
  1. "Dress You Up"
  2. "Material Girl"
  3. "Like a Virgin" (conté extractes de "I Can't Help Myself (Sugar Pie Honey Bunch)")
9. "Where's the Party"
10. "Live to Tell"
11. "Into the Groove"
12. "La Isla Bonita" (conté elements de "La Isla Bonita (Extended Remix)")
13. "Who's That Girl"
14. "Holiday"

## Dates de la gira
| Presentació cancel·lada: 20 de juny (Tòquio, Japó) a causa de fortes pluges. |

| Japó                  |                    |               |                             |
| Data                  | Ciutat             | País          | Lloc                        |
| 14 de juny de 1987    | Osaka              | Japó          | Estadi d'Osaka              |
| 15 de juny de 1987    | Osaka              | Japó          | Estadi d'Osaka              |
| 20 de juny de 1987    | Tòquio             | Japó          | Estadi Korakuen             |
| 21 de juny de 1987    | Tòquio             | Japó          | Estadi Korakuen             |
| 22 de juny de 1987    | Tòquio             | Japó          | Estadi Korakuen             |
| Amèrica del Nord      |                    |               |                             |
| Data                  | Ciutat             | País          | Lloc                        |
| 27 de juny de 1987    | Miami              | Estats Units  | Miami Orange Bowl           |
| 29 de juny de 1987    | Atlanta            | Estats Units  | The Omni                    |
| 2 de juliol de 1987   | Washington D.C.    | Estats Units  | RFK Stadium                 |
| 4 de juliol de 1987   | Toronto            | Canadà        | CNE Stadium                 |
| 6 de juliol de 1987   | Mont-real          | Canadà        | Mont-real Forum             |
| 7 de juliol de 1987   | Mont-real          | Canadà        | Mont-real Forum             |
| 9 de juliol de 1987   | Foxborough         | Estats Units  | Foxboro Stadium             |
| 11 de juliol de 1987  | Filadèlfia         | Estats Units  | Veteran's Stadium           |
| 13 de juliol de 1987  | Nova York          | Estats Units  | Madison Square Garden       |
| 15 de juliol de 1987  | Seattle            | Estats Units  | KingDome                    |
| 18 de juliol de 1987  | Anaheim            | Estats Units  | Angel Stadium               |
| 20 de juliol de 1987  | Mountain View      | Estats Units  | Shoreline Amphitheatre      |
| 21 de juliol de 1987  | Mountain View      | Estats Units  | Shoreline Amphitheatre      |
| 24 de juliol de 1987  | Houston            | Estats Units  | AstroDome                   |
| 26 de juliol de 1987  | Irving             | Estats Units  | Texas Stadium               |
| 29 de juliol de 1987  | St. Paul           | Estats Units  | Civic Centre                |
| 31 de juliol de 1987  | Chicago            | Estats Units  | Soldier Field               |
| 2 d'agost de 1987     | East Troy          | Estats Units  | Alpine Valley Music Theatre |
| 4 d'agost de 1987     | Richfield          | Estats Units  | Richfield Coliseum          |
| 5 d'agost de 1987     | Richfield          | Estats Units  | Richfield Coliseum          |
| 7 d'agost de 1987     | Pontiac            | Estats Units  | Pontiac Silverdome          |
| 9 d'agost 1987        | East Rutherford    | Estats Units  | Giants Stadium              |
| Europa                |                    |               |                             |
| Data                  | Ciutat             | País          | Lloc                        |
| 15 d'agost de 1987    | Leeds              | Regne Unit    | Roundhay Park               |
| 18 d'agost de 1987    | Londres            | Regne Unit    | Wembley Stadium             |
| 19 d'agost de 1987    | Londres            | Regne Unit    | Wembley Stadium             |
| 20 d'agost de 1987    | Londres            | Regne Unit    | Wembley Stadium             |
| 22 d'agost de 1987    | Frankfurt del Main | Alemanya      | Waldstadion                 |
| 25 d'agost de 1987    | Rotterdam          | Països Baixos | Stadion Feijenoord          |
| 26 d'agost de 1987    | Rotterdam          | Països Baixos | Stadion Feijenoord          |
| 29 d'agost de 1987    | París              | França        | Parc De Sceaux              |
| 31 d'agost de 1987    | Niça               | França        | Stade De L'Ouest            |
| 4 de setembre de 1987 | Torí               | Itàlia        | Estadi Olímpic de Torí      |
| 6 de setembre de 1987 | Florència          | Itàlia        | Stadio Artemio Franchi      |